# Charisma
Charisma ([ˈçarɪsma, çaˈrɪsma, ˈkarɪsma oder kaˈrɪsma], von altgriechisch χάρισμα chárisma „Gnadengabe, aus Wohlwollen gespendete Gabe“) bezeichnet in der jüdisch-christlichen Tradition (Philo, Septuaginta, Neues Testament) etwas von Gott dem Menschen Geschenktes, wobei durch das Wort das Wohlwollen als Motivation der Gabe betont wird. Der Ausdruck wird dann vor allem bei Paulus für geistliche Fähigkeiten verwendet.
In der Religionswissenschaft wird der Begriff einerseits für die Begabung oder Befähigung zum Empfang von Offenbarungen, Inspirationen oder Erleuchtungen verwendet, andererseits – verbunden mit religiöser Devianz und Innovation – für die Schaffung einer eigenen von einer bestimmten Gruppe anerkannten numinosen Autorität.
Im Management gilt das Konzept der transformationalen Führung als eine Möglichkeit, diesen Begriff in der Praxis zu operationalisieren und bei der Entwicklung von Führungskompetenzen im Rahmen der Führungskräfteentwicklung anzuwenden.
In der Soziologie bezeichnet es eine der drei Formen von Herrschaft. Einen besonders begabten Menschen, oft mit fesselnder Ausstrahlung und großem Einfluss, bezeichnet man als Charismatiker. Charismatische Herrschaft zeichnet sich z. B. durch die Fähigkeit aus, sich sanktionslos über Regeln hinwegzusetzen. An diese Bedeutung schließt sich die alltagssprachliche Verwendung des Begriffs nur ungenau an, die mit dem „Charisma“ eines Menschen dessen gewinnende „Ausstrahlung“ bezeichnet.

## Wortherkunft
Der Begriff Charisma geht auf die altgriechische Wurzel char („willfahren, Gunst erweisen, beschenken, senden“) zurück, von der das Verb χαρίζεσθαι charízesthai „spenden, schenken“ abgeleitet ist. Die Substantivierung erfolgt über das griechische Ableitungssuffix -ma, das damals zur Bildung von Substantiven genutzt wurde, um das Ergebnis einer Tätigkeit zu bezeichnen – in diesem Fall das Resultat des Beschenkens. Es bezeichnet somit „eine Gabe, ein Geschenk, das jemandem zu Gefallen Getane, eine Güte, Liebenswürdigkeit, Gnade, Huld“. In der damaligen griechischen Literatur wurde der Begriff Charisma höchst selten und ohne spezifischen Themenbezug gebraucht.
Verbreitung erfuhr der Begriff erst durch die Charismen-Lehre bzw. Charismentheologie des Paulus. Darin tritt neben die fundamentale Gleichheit und Geschwisterlichkeit die funktionale Verschiedenheit durch die „vom Geist Gottes ungeschuldet geschenkten Charismen“. Kirchliche Ressourcen bekommen damit einen aller menschlichen Leistung vorausliegenden Geschenkcharakter, was sie in diesem Verständnis signifikant von anderen – etwa marktwirtschaftlichen – Ressourcen unterscheiden soll. Der heutige Charismenbegriff hat sich jedoch in mehrfacher Hinsicht vom paulinischen Verständnis entfernt.
In der deutschen Sprache ist der Begriff Charisma seit dem 18. Jahrhundert belegt. Ins Deutsche ist er nicht direkt aus dem Griechischen, sondern über den vulgärlateinischen Begriff charisma ‚Geschenk‘ gelangt. Er wurde zunächst nur im christlichen Kontext für die Begabung eines Christen genutzt. Erst seit dem 20. Jahrhundert steht er für die allgemeinere Bedeutung einer „besonderen Ausstrahlung“.

## Religiöser Begriff
Im Neuen Testament und im älteren Christentum bezeichnet Charisma eine Gnadengabe des Heiligen Geistes (1 Kor 12,7 ). Zu den Charismen zählen Weisheit mitteilen, Erkenntnis vermitteln, Glaubenskraft, Prophetie, Krankenheilungen, Wundertaten, Geisterunterscheidung, Zungenrede und Auslegung der Zungenrede. Unter besonderer Betonung einiger dieser Charismen (auch: Charísmata) entstanden in der Neuzeit geistliche Aufbruchsbewegungen wie die Pfingstbewegung oder die charismatische Bewegung.

## Sozialwissenschaftlicher Begriff
In der Soziologie nutzte Max Weber den Begriff „Charisma“, um eine der von ihm unterschiedenen drei Formen der Herrschaft zu bezeichnen – neben „traditioneller“ und „rationaler“ Herrschaft führte er auch die charismatische Herrschaft ein. Im Anschluss an Weber bezeichnet Charisma eine soziale Beziehung von Herrschaft, welche die Sozialstruktur grundlegend verändert, eine außeralltägliche „revolutionäre Macht“, und zwar so, wie sie von den charismatisch Beherrschten, den Anhängern („Jüngern“), gewertet wird.

„Über die Geltung des Charisma entscheidet die durch Bewährung – ursprünglich stets: durch Wunder – gesicherte freie, aus Hingabe in Offenbarung, Heldenverehrung, Vertrauen zum Führer geborene, Anerkennung durch die Beherrschten. Aber diese ist (bei genuinem Charisma) nicht der Legitimitätsgrund, sondern sie ist Pflicht der kraft Berufung und Bewährung zur Anerkennung dieser Qualität Aufgerufenen. Diese Anerkennung ist psychologisch eine aus Begeisterung oder Not und Hoffnung geborene ganz persönliche Hingabe.“

Die Veralltäglichung des Charismas: Wird die charismatische Beziehung zu einem Dauerverhältnis, ändert sie ihren außeralltäglichen Charakter und wird zu traditionaler oder rationalisierter (legaler) Herrschaft (§ 11). Neben dem „Personen-Charisma“, wo ein „Schöpfer“ überkommene Gerechtigkeitsvorstellungen ersetzt oder neu interpretiert, kann jedoch auch von einem „Institutionen-Charisma“ gesprochen werden, wodurch neue Institutionen kreiert werden.
Der Soziologe und Politologe Michael Günther wies in seiner Studie Masse und Charisma 2005 darauf hin, dass Charisma und charismatische Macht „keine Robinsonade“ seien. Der Charismaglaube müsse schon in den „Massen“ vorhanden sein, bevor die charismatisierte Person auftritt. Der „Charismaglaube“ in diesem Sinne, so die verzweifelte Hoffnung der Massen, ein charismatischer Held möge erscheinen, um das Volk von Not und Unterdrückung zu befreien, schafft eine charismatische Lücke, die vom Charismatiker nur noch mehr oder minder geschickt ausgefüllt werden muss. Der Charismaglaube ist demnach eine empirisch fassbare Tatsache. Den Begriffen Charisma und Charismatiker wird hingegen Wissenschaftlichkeit abgesprochen: „Das Charisma hat als Faktor innerhalb der Rechnungen der Sozialwissenschaft allenfalls den gleichen Stellenwert wie die Begriffe Gott, Dämon oder Übermensch. Der Charismaglaube, das heißt, der irrationale Glaube an die Realität der besonderen Gnadengabe und Führungseignung großartiger Persönlichkeiten, Außnahmemenschen und Übermenschen ist hingegen eine Realität. Diese Realität hat den Gottglauben offensichtlich überlebt und ihn vielleicht sogar in mancher Hinsicht abgelöst.“
Das Charakteristische am Charismaglauben ist demnach die maßlose Überschätzung des Charismatisierten, seiner Fähigkeiten und Führungseignung. Auch dass höhere Mächte den Charismatisierten geschickt hätten, eine lebensnotwendige, schicksalhafte Mission zu erfüllen, gehört häufig zu diesem Glauben. Kollektive Hoffnungen auf Rettung leisten dem irrationalen Anteil am Prozess der „Charismatisierung“ Vorschub: Sicherheit suggerierende, Geborgenheit spendende charismatische Gemeinschaften und Gefolgschaften bilden sich, vereint im Glauben an die Heilsgestalt entstehen neue soziale Strukturen und Aufstiegskanäle.
Das Charisma ist demnach also nicht eine Eigenschaft einer Persönlichkeit, sondern es entsteht durch einen sozialen Prozess der Zuschreibung in einer außeralltäglichen Situation. Wird der Charismaglaube in einer Gruppe gründlich zerstört, gibt es auch keine Chance der Charismatisierung besonderer „Retter“ mehr. Umgekehrt schafft ein massenhafter Charismaglaube in außeralltäglichen Situationen allgemeiner Not und Verzweiflung das nötige soziale Kapital, besondere Führungsgestalten aufzuwerten und – relativ freiwilligen – Massengehorsam zu erzeugen: Je geschickter der Charismatisierte die charismatische Lücke ausfüllt, je besser er die Bedürfnisse und Sehnsüchte der Massen befriedigt, desto sicherer kann er sich des Massengehorsams sein.
Kurt E. Becker bringt die Interdependenz von charismatischem Führer und charismatisch Geführten folgendermaßen auf den Punkt: „Entscheidend dabei: das Gefühl der Gewißheit, mit der die Anerkennung des – nur mit Hilfe des charismatischen Mediums – zu erreichenden Ziels verbunden ist. ...Grundlage der Änderung ist...die Verinnerlichung des Ziels.“ Der Politikwissenschaftler Franz Neumann führte in seinem Behemoth die Idee der Legitimierung durch Charisma auf die Theologie Calvins zurück. Nach seiner Analyse führte die Ideologie des Nationalsozialismus die charismatische Macht des Führers auf das „Volkstum“ zurück.
In Demokratie in Deutschland hat M. Rainer Lepsius die Anwendbarkeit eines solchen Erklärungsversuchs auf den Führerstaat Adolf Hitlers überprüft. In seiner Arbeit Revolution und Veralltäglichung (1977) hat Dirk Kaesler die Anwendbarkeit dieser Theorie für die Beantwortung der Frage: „Was wird aus Revolutionen?“ geprüft; er kam zum Ergebnis, dass Webers Theorie von der „Veralltäglichung“ des Charismas ein brauchbares Analysekonzept für Verständnis und Erklärung postrevolutionärer Prozesse liefert.

## Wirtschaftspsychologie und Managementlehre
In der Wirtschaftspsychologie findet sich ein Ansatz, der Charismaaffinität und die Wahrnehmung von Charisma in die Nähe des Narzissmus stellt (siehe Dammann, 2007). Wichtig dabei sind, wie sich „Stigma“ und „Charisma“ zueinander verhalten (siehe dazu Wolfgang Lipp), und die Möglichkeit der sozialen Reversion bzw. Dramatisierung prototypischer Attribute.
Laut Richard Wiseman verfügt eine charismatische Person über drei Eigenschaften:
1. Emotionen werden von ihr sehr stark empfunden.
2. Sie ist in der Lage, auch andere Menschen derart starke Gefühle erleben zu lassen.
3. Sie ist resistent gegenüber Einflüssen anderer charismatischer Menschen.[13]

In der Managementwissenschaft wurde das Phänomen Charisma lange Zeit als obskure Erscheinung betrachtet bis unter anderem J. A. Conger und R. N. Kanungo im Jahr 1987 diesen Begriff in einer empirischen Studie anhand konkreter Verhaltensbeschreibungen operationalisiert und messbar gemacht haben. Demnach werden Führungskräfte als charismatisch wahrgenommen, wenn sie zum Beispiel
1. eine attraktive und zugleich überzeugende Vision vermitteln,
2. ihre Vorbildfunktion wahrnehmen,
3. ihre Mitarbeiter herausfordern und zu besonderen Leistungen inspirieren,
4. ihre persönlichen Stärken und Fähigkeiten weiterentwickeln und sie
5. zu eigenständigen, kreativen Problemlösungen anregen.[14]

Eine weitere Operationalisierung ist das Konzept der transformationalen Führung von Bernard M. Bass und Bruce Avolio. mit konkreten Verhaltensbeschreibungen der (charismatischen) Führungskompetenzen.
Die charismatische Führung lebt von der Identifikation der Mitarbeiter mit der Führungsperson. Diese Art der Führung bringt nach Neubauer mehrere Vorteile mit sich.
1. Die Führung wirkt sich positiv auf die objektive Gruppenleistung und auf die subjektive Wahrnehmung dieser Leistung aus.
2. Sie erzeugt eine intellektuelle Stimulierung durch die positiven Gefühle der Geführten.
3. Die Gruppenzusammengehörigkeit wird gestärkt. In Krisensituationen hält die Gruppe besser zusammen. Die Basis zur Zusammenarbeit ist eine gegenseitige Wertschätzung.

Der höhere Grad an Identifikation hat weiter gehende psychologische Konsequenzen, die sich sowohl positiv als auch negativ auf die Organisation auswirken können. Die hohe Identifikation erzeugt automatisch den psychologischen Effekt der Konformität. Durch die Selbstkategorisierung der Gruppe entsteht eine Unterscheidung in Mitglieder und Nichtmitglieder. Außenseiter und anders denkende, nicht konforme Mitarbeiter werden ausgegrenzt.
Dabei lassen sich normative Einflüsse und Einflüsse von Informationen festmachen, die eine Konformität vorantreiben. Diese sozialen Gruppennormen können sich verselbstständigen. Dies birgt für das Unternehmen die Gefahr, dass äußere Informationen nicht mehr aufgenommen werden und die Gruppe nicht mehr bereichsübergreifend denkt, also über den Tellerrand schaut. Deshalb liegt die Verantwortung der charismatischen Führungsperson auch darin, das Ausmaß der [Konformität] unter gewollter Kontrolle zu halten und zeitweise äußere Einflüsse einzustreuen.
Der Denkkreis kann auch zu Lewin et al. (1939) und seinen Untersuchungen zur Gruppendynamik geschlossen werden. Die charismatische demokratische Führung birgt weniger die Gefahr der Abschottung als eine charismatisch autoritäre Führung, da sich die geführten Untergebenen nicht ausschließlich auf die Führungsperson, sondern auch auf das eigenständige Denken konzentrieren.